# Кёнигзау
Кёнигзау (нем. Königsau) — община в Германии, в земле Рейнланд-Пфальц. 
Входит в состав района Бад-Кройцнах. Подчиняется управлению Кирн-Ланд.  Население составляет 64 человека (на 31 декабря 2010 года). Занимает площадь 2,02 км².